# Infanterie-Division Stumpfeld
Die Infanterie-Division Stumpfeld (eigentlich von Stumpfeld oder auch (Kampf-)Gruppe Stumpfeld) war eine deutsche Infanterie-Division des Heeres im Zweiten Weltkrieg.

## Divisionsgeschichte
Die Division wurde am 12. Dezember 1942 in Stalingrad für die Heeresgruppe Süd aufgestellt und nach ihren Kommandeur benannt. Gebildet wurde der Verband aus russischen und ukrainischen Freiwilligen, übergelaufenen russischen Offizieren sowie Kosakeneinheiten und deutschem Rahmenpersonal (Offiziere, Unteroffiziere). Es wird bezweifelt, dass der Verband annähernd Divisionsstärke erreichte, weswegen sich der Name als eine Gruppe durchsetzte. Die Ausrüstung bestand überwiegend aus russischen Beutewaffen und Waffen der 9. Flak-Division.
Die Division wurde der 6. Armee unterstellt und verteidigten während des Kessels von Stalingrad das Traktorenwerk „Dserschinski“, wurden aber im Februar 1943 dort vernichtet. Es gibt Berichte, wonach es Angehörige des Verbands aufgrund der russischen Ausrüstungsgegenstände, wie Uniformen und Waffen, gelang, durch die feindlichen Linien aus dem Kessel von Stalingrad zu gelangen.

## Gliederung
- Infanterie-Regiment Schmid mit fünf Bataillone
- Infanterie-Regiment Stelle mit drei Bataillone
- Kosacken-Bataillon Morossowskaja
- Panzer-Kompanie Abendrot (mit drei T-34 und zwei T-70)
- Unterstützungseinheit aus der 9. Flak-Division
- Artillerie-Gruppe

## Kommandeur
- Generalleutnant Hans-Joachim von Stumpfeld (1881–1968), ehemaliger, kurzzeitiger Kommandeur der 6. Infanterie-Division